# Kunstfeld Hetzmannsdorf

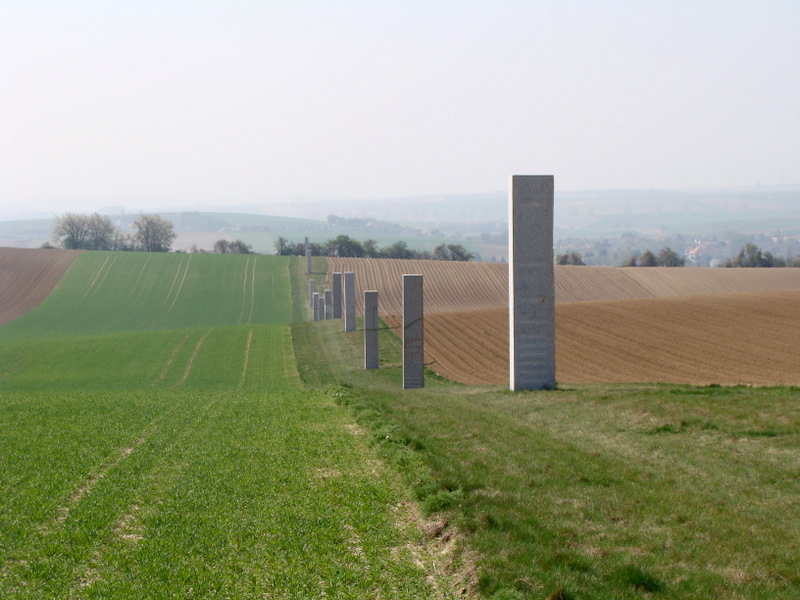
Kunstfeld Hetzmannsdorf

Das Kunstfeld Hetzmannsdorf gehört zur Kunstströmung Land Art und liegt unmittelbar neben der Laaer Straße nahe der Ortschaft Hetzmannsdorf. 

## Beschreibung
In den Jahren 2003 bis 2005 wurden auf einem für das Weinviertel charakteristischen, gewellten Ackerstreifen in gleichmäßigen Abständen elf steinerne Stelen aufgestellt. Der zwölfte Stele (Lage) vervollständigt das Dutzend und befindet sich am Ortsrand von Rückersdorf, ebenfalls neben der Laaer Straße. Die aus Granit bestehenden, 8 – 9 Tonnen schweren Steinquader haben eine Höhe von etwa 4,50 m, ihr Querschnitt ist ein Quadrat mit 80 cm Seitenlänge.

## Künstlerische Interpretation
Das Kunstfeld soll zu einer Auseinandersetzung mit der Kulturlandschaft im Weinviertel führen. Es soll aber auch auf die Arbeit der Bauern, auf die Menschen hinweisen, die diese Landschaft Jahr für Jahr gestalten und diese mit Farben und Strukturen umgeben, denn sie sind untrennbare Mitgestalter in der notwendigen Gesamtheit. Abhängig von Jahreszeiten, Wetter, von Tag und Nacht ergibt sich ein ständig verändertes Landschaftsbild, welches durch die Skulpturenlinie besonderes zur Geltung kommt.